# Superliga Brasileira de Voleibol Feminino de 2003–04
A Superliga Feminina de Vôlei 2003/2004 foi um torneio realizado a partir de 6 de Dezembro de 2003 até 28 de Abril de 2004 por dez equipes representando quatro estados.

## Participantes
Brasil Telecom, Brasília/DF

 Campos, Campos/RJ

 Macaé Sports, Macaé/RJ

 Minas, Belo Horizonte/MG

 Osasco, Osasco/SP

 Pinheiros, São Paulo/SP

 Rexona, Curitiba/PR

 São Caetano, São Caetano do Sul/SP

 Sesi Esportes, Uberlândia/MG

 Suzano, Susano/SP

## Regulamento
- Fase Classificatória:A primeira fase da Superliga foi realizada com a participação de dez equipes. A competição foi dividida em duas fases. Na primeira, as equipes jogaram entre si, em turno e returno, realizando 18 partidas cada uma.

- Playoffs:As oito melhores colocadas avançaram às quartas-de-final, obedecendo ao seguinte cruzamento: 1º x 8º, 2º x 7º, 3º x 6º e 4º x 5º, em playoffs melhor de três jogos.

As quatro equipes vencedoras avançaram às semifinais (melhor de cinco jogos), respeitando o seguinte critério: o vencedor do jogo entre o 1º e o 8º enfrentará o do jogo entre o 4º e o 5º, e o ganhador da partida entre o 2º e o 7º terá pela frente o do confronto entre o 3º e o 6º. Os dois times vencedores disputaram o título na final, também em uma série melhor de cinco jogos.

## Prêmios individuais
As atletas que se destacaram individualmente foram:
| Melhor Jogadora    | Fernanda Venturini     | Finasa/Osasco                                        |
| Revelação          | Marianne Steinbrecher  | Finasa/Osasco                                        |
| Melhor Ataque      | Marianne Steinbrecher  | Finasa/Osasco                                        |
| Melhor Bloqueio    | Valeska Menezes        | Finasa/Osasco                                        |
| Melhor Saque       | Danúbia Wessler        | Macaé Sports                                         |
| Melhor Levantadora | Fernanda Venturini     | Finasa/Osasco                                        |
| Melhor Recepção    | Verê                   | Finasa/Osasco                                        |
| Melhor Líbero      | Verê                   | Finasa/Osasco                                        |
| Melhor Defesa      | Arlene Xavier          | MRV/Minas                                            |
| Melhor Técnico     | José Roberto Guimarães | Finasa/Osasco                                        |
| Melhor Árbitro     | Sérgio Cantini         | Federação de Volley-Ball do Estado do Rio de Janeiro |

## Campeão
| Superliga Brasileira Feminina 2003-04 |
| ------------------------------------- |
| Osasco 2º Título                      |